# غريغ كوستا
غريغ كوستا (بالإنجليزية: Gregg Costa)‏ هو قاضي ومحامي أمريكي، ولد في 19 يونيو 1972 في بالتيمور في الولايات المتحدة.